# Kadri Moendadze
 (juin 2020).
Si vous disposez d'ouvrages ou d'articles de référence ou si vous connaissez des sites web de qualité traitant du thème abordé ici, merci de compléter l'article en donnant les références utiles à sa vérifiabilité et en les liant à la section « Notes et références ».
Kadri Moendadze est un joueur français de basket-ball né le 23 janvier 1994 à Mamoudzou. Il mesure 1,91 m et évolue aux postes d'ailier et arrière.

## Biographie
Kadri Moendadze fait ses premiers pas au Basket Club M’tsapéré avant d'entrer en 2016 à Cholet, où il joue de 2010 à 2013 avant de signer son premier contrat professionnel en faveur de Cholet.
Lors de ses 3 années à Cholet, il joue en tant qu'espoir au club puis il devient en 2013 professionnel au club.

### Cholet Basket
Il débute sa première année professionnelle en 2010 avec 0,5 point et 0,9 rebond de moyenne en 4,3 min en championnat et 6 matchs en EuroChallenge avec des moyennes de 1,5 point et 1,3 rebond.
La saison suivante (2014-2015), il joue quatre matchs de championnat avec une moyenne de 1,8 point puis lors de sa dernière saison Cholet, il joue 28 matchs avec une moyenne de 2,2 points (83,3 % au lancer franc) et 1,2 rebond en 9,9 min.

### SOMB Boulogne
Lors de la saison 2016-2017, il s'engage avec le club du SOMB, il joue 32 matchs, dont 22 titularisations, avec 7,9 points de moyenne et 4,4 rebonds, le SOMB est relégué en Nationale 1.

### Orléans Loiret Basket
Kadri Moendadze rejoint le club d'Orléans pour la saison 2017-2018 sous l'impulsion de son ex-entraîneur Germain Castano qui avait commencé la saison 2017-2018 à SOMB puis limogé par la suite.
Il dispute trois saisons avec le club dont la dernière en Jeep Élite.

### Aix Maurienne Savoie Basket
En quête de temps de jeu, il s'engage avec Aix Maurienne au mois de mai 2020 pour la saison 2020-2021 de Pro B.

## Clubs successifs
- 2009-2010 :  BC M’tsapéré
- 2010-2016 :  Cholet Basket
- 2016-2017 :  SOM Boulogne-sur-Mer
- 2017-2020 :  Orléans LB
- 2020-2022 :  Aix-Maurienne SB
- 2022-2024 :  Chorale de Roanne
- oct 2024 :  ALM Évreux Basket